# Fred DeLuca
Frederick "Fred" DeLuca (3. oktober 1947 – 14. september 2015) var en amerikansk forretningsmand, som bedst er kendt som medgrundlægger af fastfoodrestaurantkæden Subway i 1965.
Den 15. juli 2013 annoncerede DeLuca at han var blevet ramt af leukæmi. Han døde den 14. september 2015, 67 år gammel.